# George Miller (polo)
Pour les articles homonymes, voir George Miller et Miller.
George Arthur Miller (Kensington, 6 décembre 1867 - Océan Atlantique, 21 février 1935) est un joueur de polo britannique. Il est le frère de Charles Miller, lui aussi joueur de polo.
Il remporte en 1908 la médaille d'or aux Jeux olympiques de Londres, avec l'équipe première de Roehampton. Il meurt à l'âge de 67 ans lors d'une croisière aux Antilles. 